# Kanora
Kanora, ukrajinsky Канора, je část obce Volovec, ve volovecké územní komunitě (hromadě), v okrese Mukačevo, v Zakarpatské oblasti Ukrajiny. V roce 2001 zde žilo 792 obyvatel.